# Sašo Lazarevski
Sašo Lazarevski (in macedone Сашо Лазаревски?; Bitola, 24 marzo 1978) è un ex calciatore macedone, di ruolo difensore.